# Dipoena plaumanni
Dipoena plaumanni är en spindelart som beskrevs av Claude Lévi 1963. Dipoena plaumanni ingår i släktet Dipoena och familjen klotspindlar. Inga underarter finns listade i Catalogue of Life.